# Eruh
Eruh là một huyện thuộc tỉnh Siirt, Thổ Nhĩ Kỳ. Huyện có diện tích 1363 km² và dân số thời điểm năm 2007 là 19447 người, mật độ 14 người/km².